# Paul Theodor Streicher

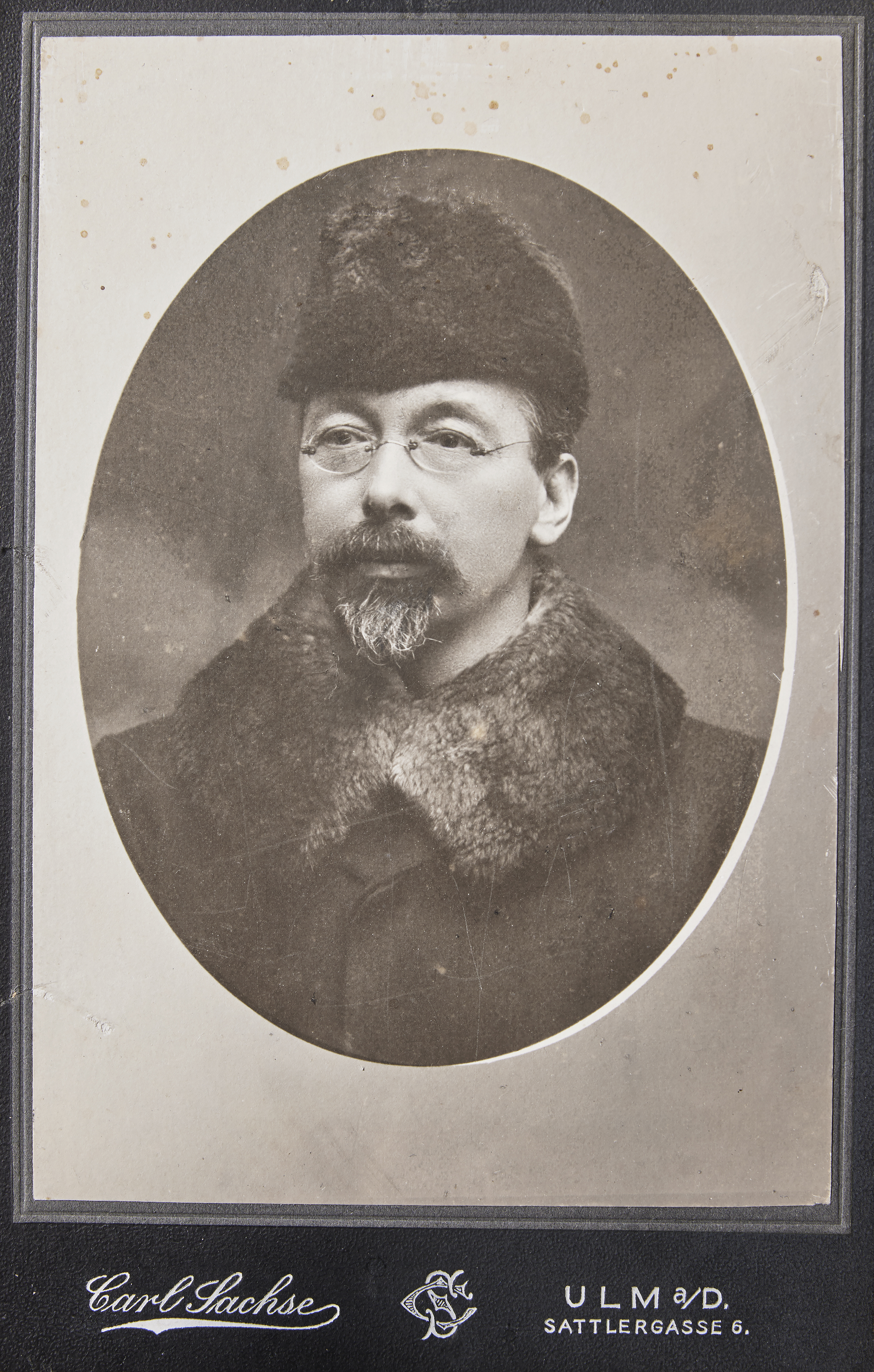
Paul Theodor Streicher um 1900, Photogr. Atelier Carl Sachse Ulm a. D.

Paul Theodor Streicher (* 8. April 1861 in Baierbach (heute Gemeinde Pfedelbach), Oberamt Öhringen; † 21. Februar 1940 in Ulm) war ein deutscher Schriftsteller. Er war bekannt für seine zahlreichen Einakter, Mundartstücke, Weihnachts-, Frühjahrs- und Lustspiele sowie Erzählungen, die ihren Stoff aus der Geschichte Württembergs bezogen.

## Leben und Werk
Paul Theodor Streicher war das uneheliche Kind der Tochter eines verarmten Bauern aus dem abgelegenen Weiler Baierbach (heute ein Ortsteil der Gemeinde Pfedelbach). Mit vierzehn trat er in das Evangelische Lehrerseminar in Nürtingen ein. Das anschließend von ihm angestrebte Studium an der Universität Tübingen blieb ihm als Unehelichem verwehrt. Nach Absolvierung des Lehrerseminars und Anstellungen als Junglehrer in Ulm und im Allgäu wirkte er seit 1882 als Lehrer an verschiedenen Schulen in Ulm, darunter fünfundzwanzig Jahre lang an der in Württemberg als fortschrittlich geltenden höheren Städtischen Mädchenschule. Auf diese schickte er auch seine drei Töchter, Ottilie, Hermine und Maria, die in den 1910er Jahren alle drei in Stuttgart das Abitur ablegten, um anschließend in Schweizer Mädchenpensionaten ihre Französischkenntnisse zu vervollkommnen. Seinem Sohn Hugo Streicher konnte er das Studium der Neuphilologie an den Universitäten von Tübingen und Montpellier ermöglichen.
Nach einer Laufbahn mit Beförderungen zum Hauptlehrer, Oberlehrer und Reallehrer ging Theodor Streicher 1928 in Ruhestand.
„Theodor Streicher“ wurde er in der Schule und im Alltag genannt, als Schriftsteller veröffentlichte er stets unter seinem vollen Namen „Paul Theodor Streicher“. Schon am Lehrerseminar hatte Streicher mit dem literarischen Schreiben begonnen. Da er seinen Stoff überwiegend aus der Geschichte Württembergs bezog, die er mit seinen Stücken vermitteln wollte, und zudem gelegentlich auch Mundartliches schrieb, galt er als Heimatschriftsteller. Seine Volksstücke und zahlreichen Einakter wurden von Vereinen aufgeführt und im Rundfunk gesendet. Gelegentlich wirkte Streicher selbst bei Aufführungen seiner Stücke mit.
Früh erschienen seine Gedichte und Lieder unter dem Titel Der Völkerkrieg in fünf Heften, die er während des Ersten Weltkriegs wie eine permanente aktuelle Berichterstattung über den Verlauf des Krieges herausbrachte. Im September 1915 wird Paul Theodor Streicher von der Nachricht über den Tod seines Sohnes Hugo schwer getroffen, der im Alter von 24 Jahren als Leutnant der Reserve in den Argonnen gefallen ist. Seinen Schmerz nimmt er in den Völkerkrieg auf (III. Teil, Gedicht Nr. 15, S. 30 f.), wo er sich Des Sohnes Heldentod nur mit dem Willen Gottes erklären kann, der den Sohn in sein "ew'ges Licht" habe holen wollen, wo ein noch "höheres Ziel" auf ihn warte. Den Gewinn aus dem Verkauf der Hefte, die 20, später 25 Pfennig pro Stück kosteten, spendeten Streicher und sein Verleger den Kriegshilfskassen. Im Vorwort von Heft V nennt der Verleger einen Betrag von 2.000 Mark aus dem Verkauf der ersten vier Hefte, was gut hundert Jahre später der Kaufkraft von fast 5.500 Euro entspricht.
Im Jahr 1928 erlebte Streichers Heimatspiel Der Haubenschütz von Ulm zum Schwörmontag, dem traditionellen Ulmer Stadtfeiertag, gleich drei Aufführungen durch die Ulmer „Vereinigung für Literatur und Volksschauspiele“, darunter zwei Freilichtvorstellungen an historischen innerstädtischen Plätzen, umrahmt von historischen Umzügen und Zunftmusikkonzerten.
Ebenfalls 1928 gewann er einen Preis der Stadt Breisach für das Stück Des Herzogs Page, das am 15. Juni 1930 unter dem Titel Herzog Bernhard auf der Freilichtbühne Breisach uraufgeführt wurde. Es endet mit dem Tod des dem Deutschen Reich treu ergebenen Herzogs durch einen Giftanschlag, nachdem er zuvor noch in seinem Testament hinterlassen hatte, dass Breisach nie zur Krone Frankreichs gehören dürfe. Sein Page will den Herzog rächen und wird dabei selbst erstochen, worauf die Bürger von Breisach vor der Leiche des Pagen den Schwur ablegen: "Deutsch sind wir, deutsch, und werdens ewig bleiben!" Während dieser letzten Szene zog bei der Uraufführung ein Gewitter mit Donnergrollen auf, was, wie die Breisgauer Nachrichten schrieben, "dem Gelöbnis für Deutschland dramatische Wucht" verliehen habe. Paul Theodor Streicher durfte, als er sich beim Publikum für den Applaus bedankte, "einen mächtigen Lorbeerkranz in Empfang nehmen" (Breisgauer Nachrichten).
Im Mai 1933 war in Ulm die Aufführung eines Freilichtspiels auf der Grundlage eines Hörstücks der Überraschungsakt für eine Delegation hoher Regierungsbeamter, Gäste des Staatskommissars und designierten Oberbürgermeisters von Ulm Friedrich Foerster (NSDAP), darunter der Reichsbahnpräsident und der Reichsbahndirektor, die zur festlichen Eröffnung des neuen elektrischen Bahnbetriebes auf der Strecke Augsburg-Ulm nach Ulm gekommen waren. Auch dieses Stück, in dem es neben den Figuren eines Herolds und des Bürgermeisters Hans Jacob Schad (Hans Schad, 1575 bis 1634) auch die Rolle eines Hitlerjungen gibt, spiegelt die nationalistische Euphorie seiner Zeit, hier des Jahres 1933, wider.
Dreiundfünfzig Jahre lang bis zu seinem Tod war Paul Theodor Streicher mit Rosa (Rosina Barbara) geb. Jäger verheiratet (1863 bis 1952), die aus dem kleinen Dorf Obergröningen im Oberamt Gaildorf stammte. Einer seiner Urenkel ist der Schriftsteller Urs M. Fiechtner.

## Werke/Schriften (Auswahl)
- Der Völkerkrieg. Gedichte und Lieder. 5 Hefte. Ulm 1914 bis 1917. Eine literarische Betrachtung des Verlaufs des Ersten Weltkrieges. Heft 1 bis 3 erschienen bei Dr. Karl Höhn, Heft 5 Verlag der Ulmer Zeitung A.-G.
- Schwabenköpfe, Schwabenherzen. Verlag von Dr. Karl Höhn, Ulm 1916. Ein Festspiel zum 25-jährigen Regierungsjubiläum König Wilhelm II. von Württemberg am 16. Oktober 1916.[12]
- De Auserwählt’. Schwäbisches Volksstück in 4 Aufzügen. Schwäbische Volksbühne Heft 58. Albert Auer’s Musik- und Buchverlag, Stuttgart o. J. [1925].[13] Als Hörspiel produziert und ausgestrahlt von der SÜRAG-Süddeutsche Rundfunk AG Stuttgart, Erstsendung (Livesendung ohne Aufzeichnung) am 19. Juni 1929.[14]
- Der Mittler. Ulm 1925. Ein Drama aus der Ulmer Stadtgeschichte. Für die Festvorstellung zum Verbandstag der schwäbischen Volksbühnenvereine im Stadttheater Ulm. Nach Umarbeitung noch einmal unter dem Titel Der Stadthauptmann von Ulm erschienen.[15]
- Hoimkehr. Christengel. Zur Mutter. Drei Weihnachtsspiele. Verlag F. Muttscheller, Ulm 1926.
- Der Hexabanner. Schwäbisches Volksstück in einem Aufzug. Verlag F. Muttscheller, Ulm 1927.
- Santa Barbara. Weihnachtsstück in einem Aufzug. Ulm 1927.
- Der Haubenschütz von Ulm. Historisches Festspiel in 5 Bildern. Dr. Karl Höhn Graphische Kunstanstalten, Ulm 1928. Über die Belagerung Ulms im Jahr 1376 durch Kaiser Karl IV. (Aufführungen am Sonntag vor Schwörmontag, 12. August 1928)
- Der Schneider von Ulm. Historisches Volksstück in 3 Aufzügen. Ulm 1928. Zum 100. Todestag des Albrecht Ludwig Berblinger am 28. Januar 1829.
- D’r Zwiebelmost. Schwäbisches Volksstück in einem Aufzug. Verlag F. Muttscheller, Ulm o. J. [<1929]
- Herzog Bernhard. Schauspiel in drei Akten. Karl Maier für die Stadtgemeinde Breisach. Breisach 1930. Über die Eroberung der Reichsfestung Breisach durch das Heer des Bernhard von Sachsen-Weimar 1638.
- Das Freilichtspiel im Hof des Schadschen Hauses Hirschstraße 26 in Ulm. Auf der Grundlage eines Hörspiels von Reallehrer Th. Streicher. Text veröffentlicht im Ulmer Sturm, 31. Mai 1933 (Aufführung am 30. Mai 1933).